# Aegukga
Aegukga (애국가, 愛國歌) é o hino nacional da Coreia do Sul. 
O título significa literalmente canção do amor pelo país. A letra foi escrita no final do Século XIX por Yun Chi-ho, um político, ou por An Chang-ho (안창호) , um líder do movimento de Independência da Coreia. Inicialmente, o Aegukga era cantado sobre uma música tradicional escocesa Auld Lang Syne. Durante a colonização japonesa (1910-1945), a música foi proibida, mas os coreanos de ultramar continuaram a cantá-la, expressando seu desejo de independência nacional. Em 1937, Ahn Eak-tae, um músico coreano internacionalmente conhecido, que vivia na Espanha, compôs a música do Aegukga. Seu trabalho foi adotado oficialmente pelo Governo Provisório da República da Coreia (1919-1945) em Shanghai, China. Aegukga foi cantado numa cerimônia celebrando a fundação da República da Coreia em 15 de agosto de 1948.
Entretanto, o hino nunca foi adotado oficialmente pelo governo e continua a servir como hino oficioso.
Em março de 2005, a viúva do compositor do hino nacional renunciou aos direitos autorais, doando-os ao governo sul-coreano.